# 1991 en Italie
Chronologie de l'Italie
- 1987
- 1988
- 1989
- 1990
- 1991
- 1992
- 1993
- 1994
- 1995

1989 en Europe - 1990 en Europe - 1991 en Europe - 1992 en Europe - 1993 en Europe

## Événements
- 4 janvier : massacre du Pilastro à Bologne ; trois carabiniers sont tués par le groupe criminel de la Banda della Uno bianca.
- 31 janvier-3 février : XXe et dernier congrès du Parti communiste italien à Rimini ; le PCI se scinde en PDS (Partido democratico della sinistra, majoritaire) et Parti de la refondation communiste (Partito della Rifondazione Comunista)[1].

- 7-10 mars : exode massif de réfugiés albanais, au minimum 20 000, vers les ports des Pouilles (Brindisi, Bari, Otrante et Monopoli)[2].

- 10 avril : le ferry Moby Prince entre en collision avec le pétrolier Agip Abruzzo alors qu'il quitte le port de Livourne pour rejoindre la Sardaigne. 142 personnes sont tués dans l'incendie consécutif. Deux mille tonnes de pétrole brûlent ou se déversent à la mer[3]. Cet accident est le pire désastre de la marine marchande italienne depuis la fin de la Seconde Guerre mondiale.
- 11 avril : le pétrolier Haven, chargé de 144 000 tonnes de pétrole brut, fait naufrage au large de Gênes, provoquant une importante marée noire[3].
- 14 avril : septième gouvernement Andreotti (fin le 24 avril 1992)[4].

- 9-10 juin : référendum sur l’abrogation de la loi dotant les électeurs de votes préférentiels multiples lors des scrutins électoraux[5].
- 16 juin : élections régionales de 1991 en Sicile[6].

- 8 août : 10 000 ressortissants albanais débarquent dans les port de Bari, à bord de plusieurs bateaux, près de 1 000 dans le port d'Otrante ; deux navires contenant 675 personnes échouent à débarquer en Sicile et sont renvoyées en Albanie via Malte. Le gouvernement répond par des mesures d'urgence suivies par des rapatriements forcés[2].
- 9 août : le juge Antonino Scopelliti est assassiné par des membres de la Cosa Nostra et de la 'Ndrangheta près de Villa San Giovanni en Calabre[7].
- 29 août : meurtre de Libero Grassi par la mafia à Palerme après avoir refusé de payer le pizzo, l'impôt mafieux[7].

- 15 septembre : présentation de la Bugatti EB110 sous l'arche de la Défense, près de Paris, à l'occasion du 110e anniversaire de la naissance d'Ettore Bugatti[8].
- 19 septembre : découverte fortuite de la momie Ötzi, âgée de 5 300 ans, dans les Alpes de l'Ötztal[9].

- 26-27 octobre : incendie du teatro Petruzzelli de Bari[10].

## Économie
- Les recettes fiscales, depuis le début du programme d’ajustement budgétaire sont passées de 33,3 à 43,3 % du PIB.
- 6,3 % d'inflation. Le déficit budgétaire représente 9,9 % du PIB. 10,6 % des actifs au chômage. Le PIB s'accroît de 1,4 %. L'endettement représente 104 % du PIB.

## Culture

### Cinéma
- 2 juin : 36e cérémonie des David di Donatello.

#### Films italiens sortis en 1991
- 31 janvier : Mediterraneo, film de Gabriele Salvatores.

#### Mostra de Venise
- Lion d'or d'honneur : Mario Monicelli et Gian Maria Volontè
- Lion d'or : Urga de Nikita Mikhalkov
- Coupe Volpi pour la meilleure interprétation féminine : Tilda Swinton pour Edward II de Derek Jarman
- Coupe Volpi pour la meilleure interprétation masculine : River Phoenix pour My Own Private Idaho de Gus Van Sant

### Littérature

#### Livres parus en 1991

##### Romans
- Alessandro Baricco : Castelli di rabbia (trad. Châteaux de la colère, 1995)

#### Prix et récompenses
- Prix Strega : Paolo Volponi, La strada per Roma (Einaudi)
- Prix Bagutta : Livio Garzanti (it), La fiera navigante, (Garzanti)
- Prix Campiello : Isabella Bossi Fedrigotti, Di buona famiglia
- Prix Malaparte : Predrag Matvejević[11]
- Prix Napoli : Alberto Ongaro, Interno argentino, (Rizzoli)
- Prix Viareggio : Antonio Debenedetti, Se la vita non è vita

## Naissance en 1991
- 7 janvier : Michelangelo Albertazzi,  footballeur.
- 21 janvier : Marta Pagnini, gymnaste rythmique.
- 29 janvier : Martina Balboni, joueuse de volley-ball.
- 12 février : Simone Antonini,  coureur cycliste.
- 21 mai : Michele Fedrizzi,  joueur de volley-ball.

## Décès en 1991
- 12 juin : Vasco Pratolini, 77 ans, écrivain, journaliste et scénariste, lauréat du prix Viareggio en 1955 pour Metello. (° 19 octobre 1913)
- 16 août : Bruno Nicolai, 65 ans, compositeur de musiques de films et chef d'orchestre. (° 20 mai 1926)
- 3 septembre : Frank Capra (Francesco Rosario Capra), 94 ans, réalisateur américain d'origine italienne, lauréat à trois reprises de l'Oscar du meilleur réalisateur[12]. (° 19 mai 1897)
- 6 septembre : Alfredo Rizzo, 89 ans, acteur, réalisateur et scénariste. (° 29 septembre 1902)
- 7 octobre : Natalia Ginzburg (Natalia Levi), 75 ans, écrivaine. (° 14 juillet 1916)